# 黑沙水庫郊野公園
黑沙水庫郊野公園（葡萄牙語：Parque Natural da Barragem de Hac Sá）位於澳門路環島黑沙海灘以北的山谷，範圍東至鷺環海天度假酒店入口的黑沙馬路，南至萬康園對面的「豬牯塘」出水口。
黑沙水庫郊野公園的總面積約37.1公頃，設有澳門首個水上樂園，有水上單車出租服務（只於假日）。黑沙水庫的水壩上繪有壁畫，壩旁有一兒童滑草場。該郊野公園原為黑沙水庫燒烤公園，建於1993年；水上樂園則啟用於2001年。
2023年6月5日起，黑沙水庫郊野公園於沒有事先公佈的情況下暫停開放。2023年8月4日，市政署宣佈重開部分設施，包括燒烤及野餐區、黑沙水庫健康徑及黑沙水庫家樂徑部份路段。此外，郊野公園內的吊橋、水壩頂步道、滑草場等會在完成安全維護後，再重新開放。

## 設施

### 黑沙水庫
黑沙水庫與九澳水庫都是1976年建成的。當時在山谷上興建水壩，攔截天然水慢慢形成水塘，庫容量約3萬立方米，最高可達40萬立方米，較九澳水庫容量45萬立方米爲少。此外，在水庫前增建一水池，鋪設一條相連的喉管，引入水庫的水；再由水池引出兩條水管，一條供水黑沙夏令營(現今名為黑沙海灘休憩區)，另一條輸水至黑沙村，作灌溉農田之用。後來由新建的路環石排灣水塘取代，黑沙水庫逐漸失去原本的功能，很早被棄置。
海島市政廳在1993年期間，有意將黑沙水庫開闢作為划艇及釣魚區，計劃先勘察水塘底地形情況，清理周邊雜物以保障市民的安全；水庫旁興建小碼頭，然後在旁邊建涼亭、台凳等供市民休息；另在水塘內放入魚苗為日後供人垂釣，但最終計劃擱置多年，迄今仍未實現，只是在水庫區內開闢了兩條環山步行徑，讓居民遠足郊遊。

### 水上樂園

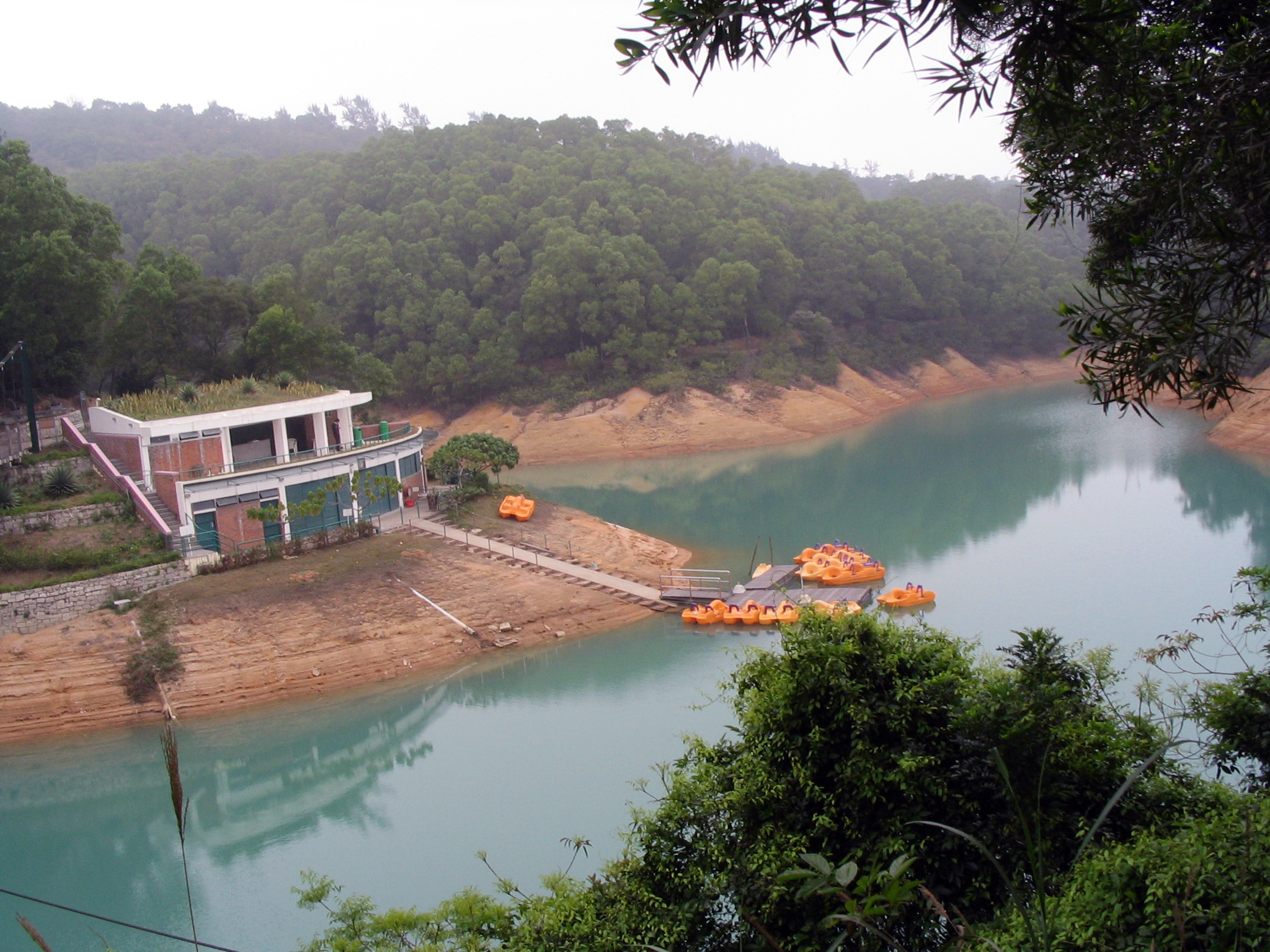
水上活動中心

水上樂園於2001年3月25日落成啟用，於同年5月1日開始正式對公眾開放。水上樂園由葡萄牙籍建築師馬斯華（José Maneiras）設計，除活動中心、遙控模型船區和釣魚區之外，還有一條長約60米的木吊橋。水上活動中心大樓高兩層，上層為露天茶座，下層則設有浴室、洗手間及船隻貯存室。遊客可在水上活動中心租賃划船和腳踏船，遊覽區內景色。

### 步行徑
- 黑沙水庫家樂徑

家樂徑全長2650米，起止於黑沙水庫燒烤公園的環繞式步行徑，於1994年澳門綠化週期間開幕，家樂徑其中3部份路段分别與黑沙水庫健康徑、九澳高頂家樂徑和路環步行徑重疊，各路段頗具特色，且大部份路段寬闊易走，適合舉家郊遊，享受自然。
- 黑沙水庫健康徑

健康徑全長1500米，於1998年3月建成啟用，是環繞地處路環中央的黑沙水庫的步行徑。黑沙水庫健康徑以其沿途設置的健身站而聞名。
- 路環步行徑

位於路環中央山海拔100米的山腰上，於1984年澳門綠化週期間開放使用，全長8100米，是澳門最長，同時也是澳門最早開發的步行徑。路環步行徑蜿蜒盤曲成由大、中、小3個相扣的環形，每環都有其獨特的景觀、景點以及其特色動植物資源。路環步行徑路程長且路經範圍甚廣，加上地處路環中央山脉，因此路環步行徑的道路網四通八達，可以通過多個入口進入。在竹灣燒烤公園內的兩條小山徑可進入路環步行徑的小環；石面盆古道的東西出入口均可通至路環步行徑的中環；路環高頂馬路上的一些小道可進入路環步行徑的大環，亦可從黑沙水庫家樂徑進入，再者從石排灣郊野公園徑的分支進入。

### 植物迷宮
澳門首個以植物為主題的迷宮，面積約1400平方米，其以烏龜的形狀設計。

### 其他設施
- 休憩設施：燒烤區、野餐區、野營區、釣魚區、羽毛球場及籃球場
- 兒童遊樂設施：遊樂區、滑草場、小泰山天地
- 溯溪及水生植物區
- 生態教育區
- 觀星賞月區
- 豬牯塘自然保護區

## 園內景色

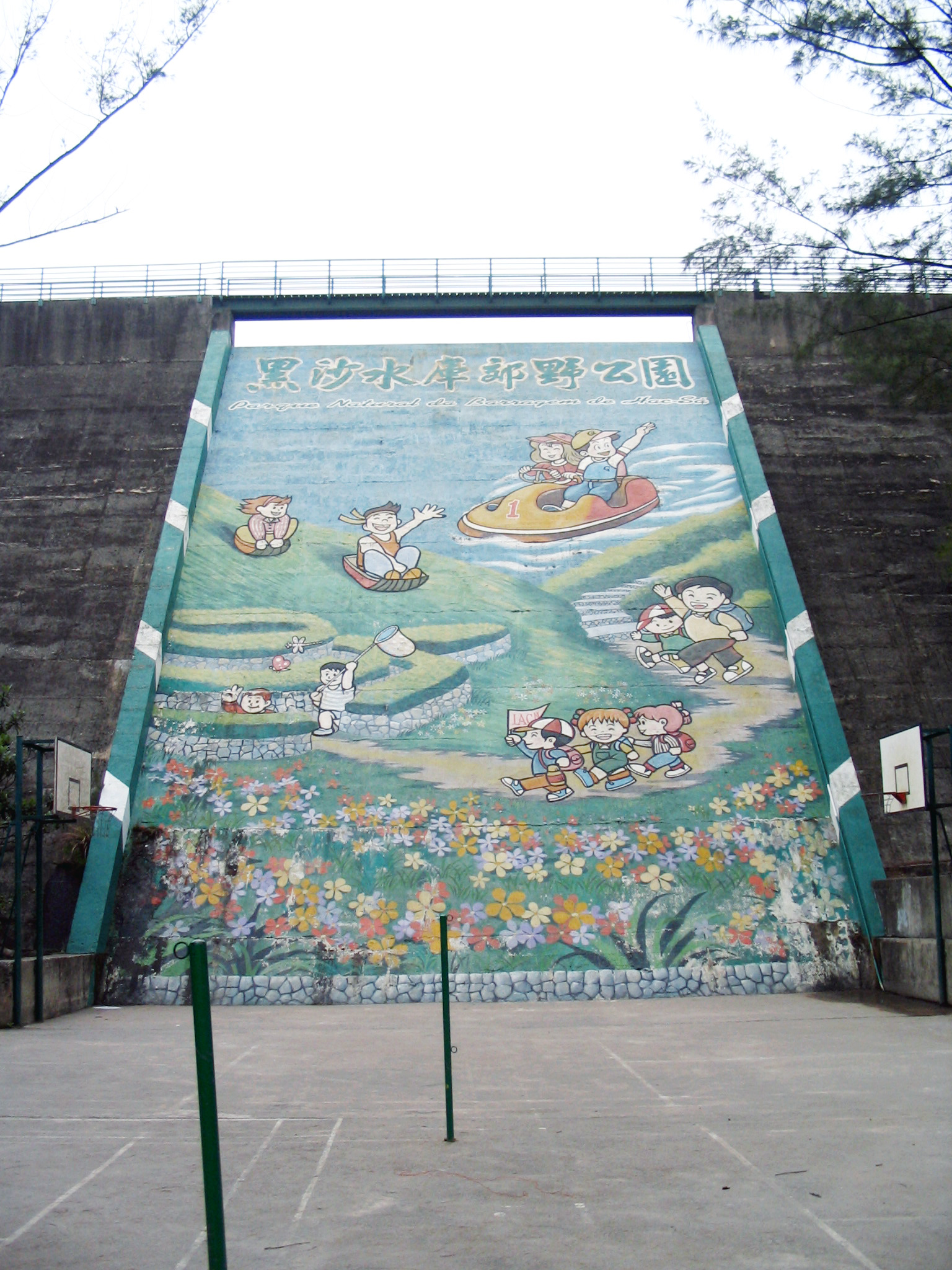
水壩
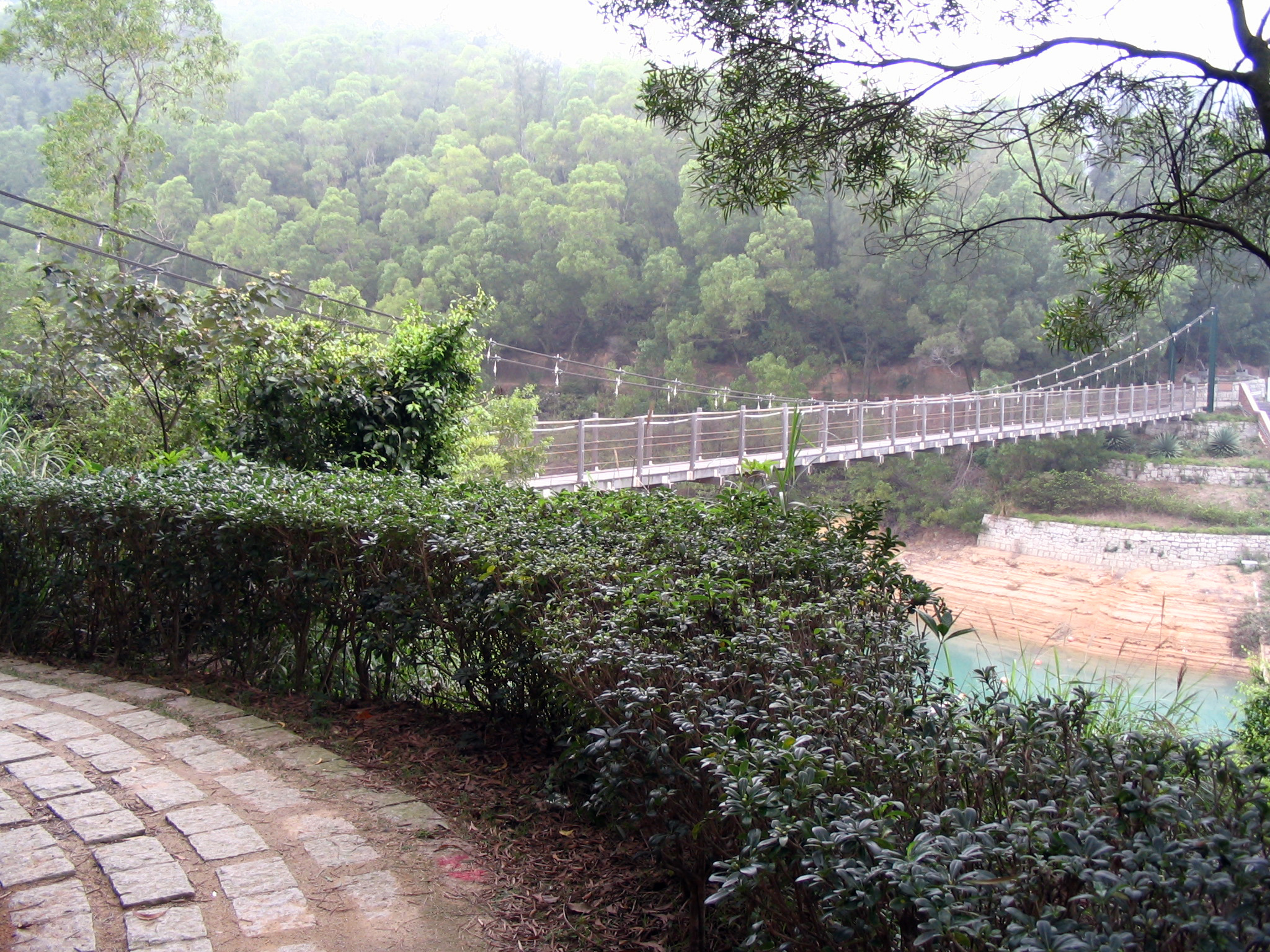
吊橋
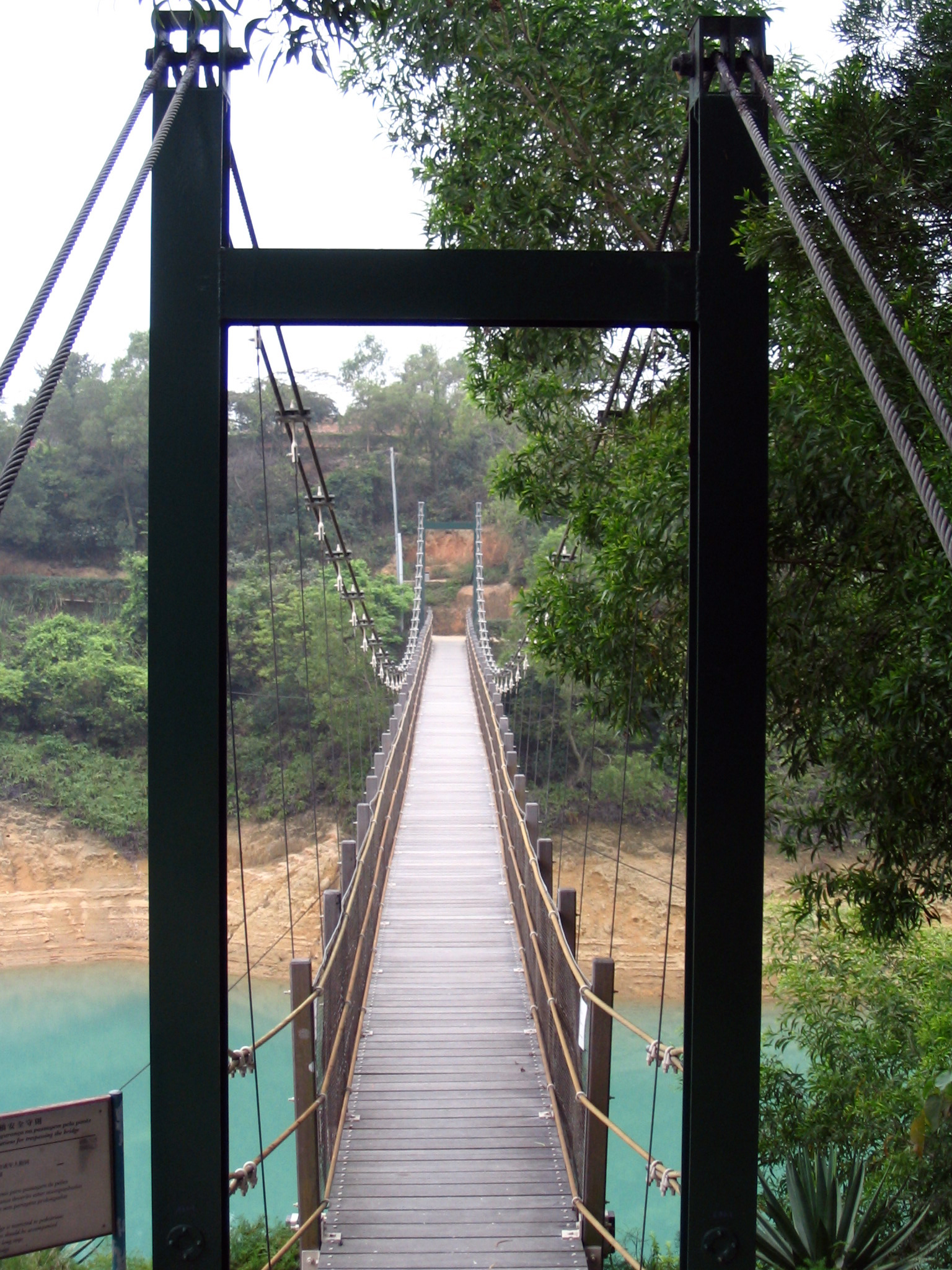
吊橋

## 爭議

### 黑沙水庫觀音像工程
2023年7月18日，政府跨部門公佈黑沙海灘及周邊優化方案，市政署在堅持對山體及綠化最小影響原則的前提下，翻新水壩棧道及吊橋，活化水庫旁閒置的圓形迷宮平台，改造成觀景眺望台及設置觀音藝術雕塑，閒置的水上活動中心亦會改造成配套設施。政府表示設施歷經三十年使用，多處地方已出現老化損壞，鋼索吊橋、水壩棧道、步道扶手階級等設施均需整修以保障遊人安全。為改善行人過路安全，亦將利用郊野公園入口旁現有地下涵箱渠，改造成行人隧道，以便居民更安全的穿過黑沙馬路，直接前往黑沙海灘。在通過優化工程後，原有的燒烤爐和滑草場將會取消，而黑沙海灘燒烤爐增設超過100個以方便管理，滑草場將會另覓地方添置，廣場將會變成有水景有綠景的休閒設施，也會增設輕食餐飲功能。
在政府公佈方案後，由於公園內設施被大規模取消和清拆，加上興建觀音像被指浪費金錢，引起社會人士和市民猛烈批評。其中傳新澳門協會於2023年7月20日發起實名聯署，反對有關當局的工程，而該會的澳門立法會直選議員林宇滔更於該年7月21日發出書面質詢，針對政府建設黑沙青少年活動體驗營及黑沙水庫觀音雕像提出諸多疑問。有關決定被指工程批給過程不夠透明、造價誇張、有利益輸送嫌疑、破壞自然景觀、雕像設計無新意、雕像工程缺乏必要性等。隨後行政法務司司長張永春於2023年7月24日宣佈停建有關觀音雕塑項目，表示鑑於居民對黑沙水庫建觀音像有不同意見，考慮到整治黑沙水庫本意是為居民提供優質、多元的休閒場所，特區政府不希望因民生工程引發社會分歧及爭議，故決定停止興建觀音雕像。市政署會做好善後。承認項目推進過程中對社會敏感度不足、訊息發放不及時，須要認真檢討。
2023年8月，澳門特區政府公報公布的跨年度財政負擔顯示，「為黑沙水庫郊野公園提供大型雕像設計、製作連安裝服務」的判給金額為42,363,696元，分兩年支付，當中今年支付23,140,000元，明年支付19,140,000元，承擔預算部門為市政署，核准日期是2023年6月9日。由於與觀音雕像相關地段的基礎工程已於2023年5月判給及開展，政府已通知相關公司停止開挖，並要求盡快將土方回填。
2023年10月15日，廉政專員陳子勁證實，澳門廉政公署收到由不同團體及市民對黑沙觀音像項目的投訴，們就案件仍需時調查，現談論當中有否違法跡象實屬言之尚早，冀外界理解。他目前也難以預測何時有調查結果，有結果後會向社會公布。2024年12月，澳門廉政公署已完成黑沙水庫觀音像專案調查工作，未有發現當中涉及行政違法，相關報告亦已呈送澳門特別行政區行政長官及有關部門跟進。

## 交通

### 公共交通
C679 黑沙水庫-2（Barragem de Hac Sa-2）
路線：15、15T、21A
C681 黑沙水庫-1（Barragem de Hac Sa-1）
路線：15、15T、21A

## 資料來源
1. ↑  黑沙水庫郊野公園簡介 （页面存档备份，存于） 民政總署
2. ↑  . 力報. 2023-08-03  [2023-08-03]. （原始内容存档于2023-08-03）.
3. ↑  黑沙水庫郊遊景點 （页面存档备份，存于） 澳門基金會
4. ↑  . 澳廣視新聞. 2023-07-18  [2023-07-18]. （原始内容存档于2023-07-18）.
5. ↑  . 力報. 2023-07-18  [2023-07-18]. （原始内容存档于2023-07-18）.
6. ↑  . 正報. 2023-07-19  [2023-07-19]. （原始内容存档于2023-07-19）.
7. ↑  . 力報.   [2023-08-01]. （原始内容存档于2023-08-01）.
8. ↑  . 論盡媒體 AllAboutMacau Media. 2023-07-19  [2023-08-01]. （原始内容存档于2023-09-09）.
9. ↑  . 澳門日報. 2023 年7月25日  [2023-08-01]. （原始内容存档于2023-08-01）.
10. ↑  . 力報. 06/08/2023  [2023-11-21]. （原始内容存档于2023-11-21）.
11. ↑  . 正報. 2023-10-16  [2023-11-21]. （原始内容存档于2023-10-16）.
12. ↑  . 新華澳報. 2024年12月9日  [2024年12月19日]. （原始内容存档于2024年12月8日）. 参数|title=值左起第1位存在零宽空格 (帮助)

## 外部連結
- 澳門自然網：黑沙水庫郊野公園
- 黑沙水庫郊野公園位置－Google Maps